# Nassella chilensis
Nassella chilensis là một loài thực vật có hoa trong họ Hòa thảo. Loài này được (Trin.) É.Desv. mô tả khoa học đầu tiên năm 1853.